# Hasami

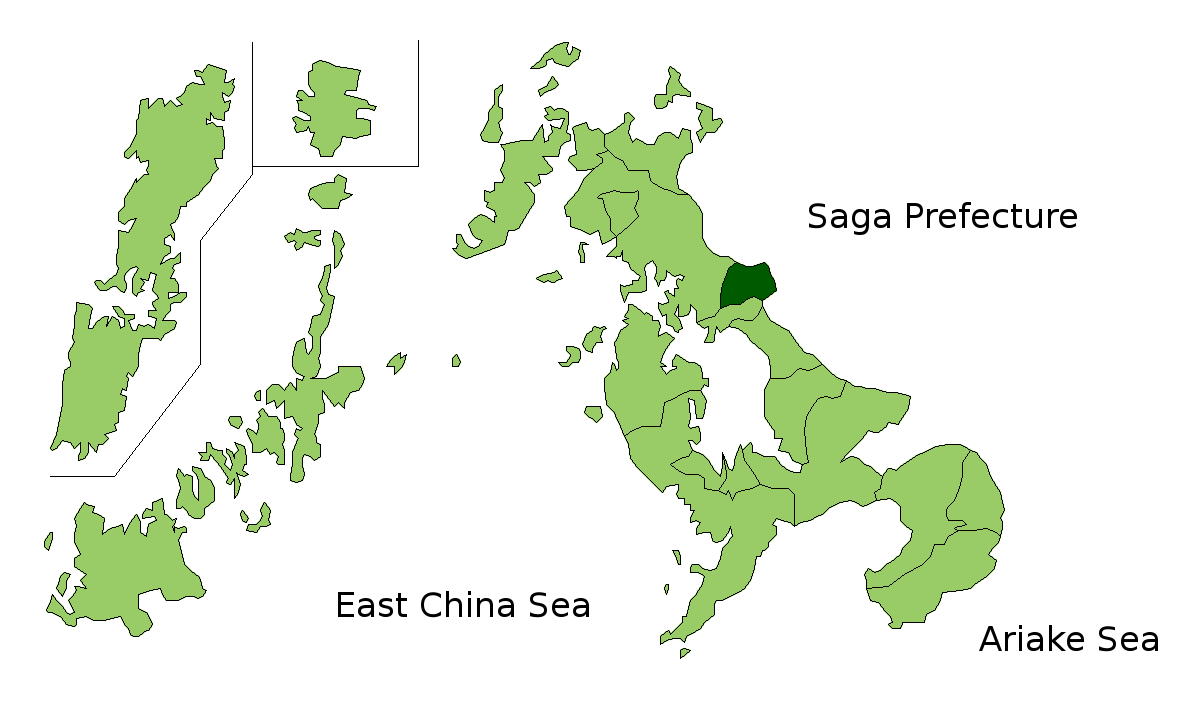
Localização de Hasami em Nagasaki.

(Hasami (波佐見町, Hasami-chō) é uma cidade localizada no distrito de Higashisonogi, Nagasaki, Japão.
Em 1 de janeiro de 2009, foi estimada uma população de 15 033 habitantes e uma densidade de 269 pessoas por km². A área total é de 55,97 km².

## Cidade-irmã
- Hirakata, Japão
- Mauá, Brasil